# Coursegoules
Coursegoules [kuʁsəɡul] est une commune française située dans le département des Alpes-Maritimes, en région Provence-Alpes-Côte d'Azur.

## Géographie

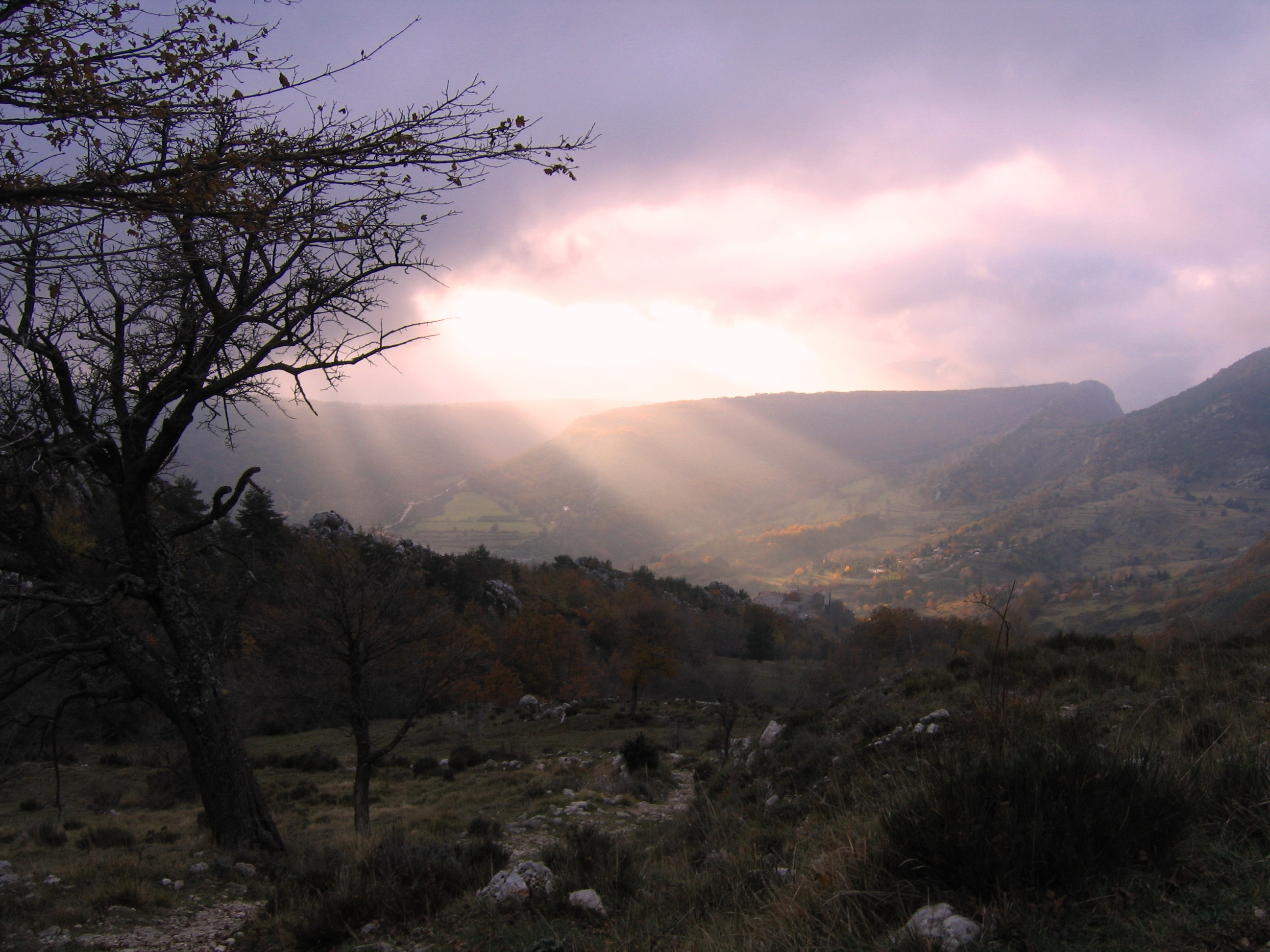
Fin de journée au-dessus de Coursegoules.

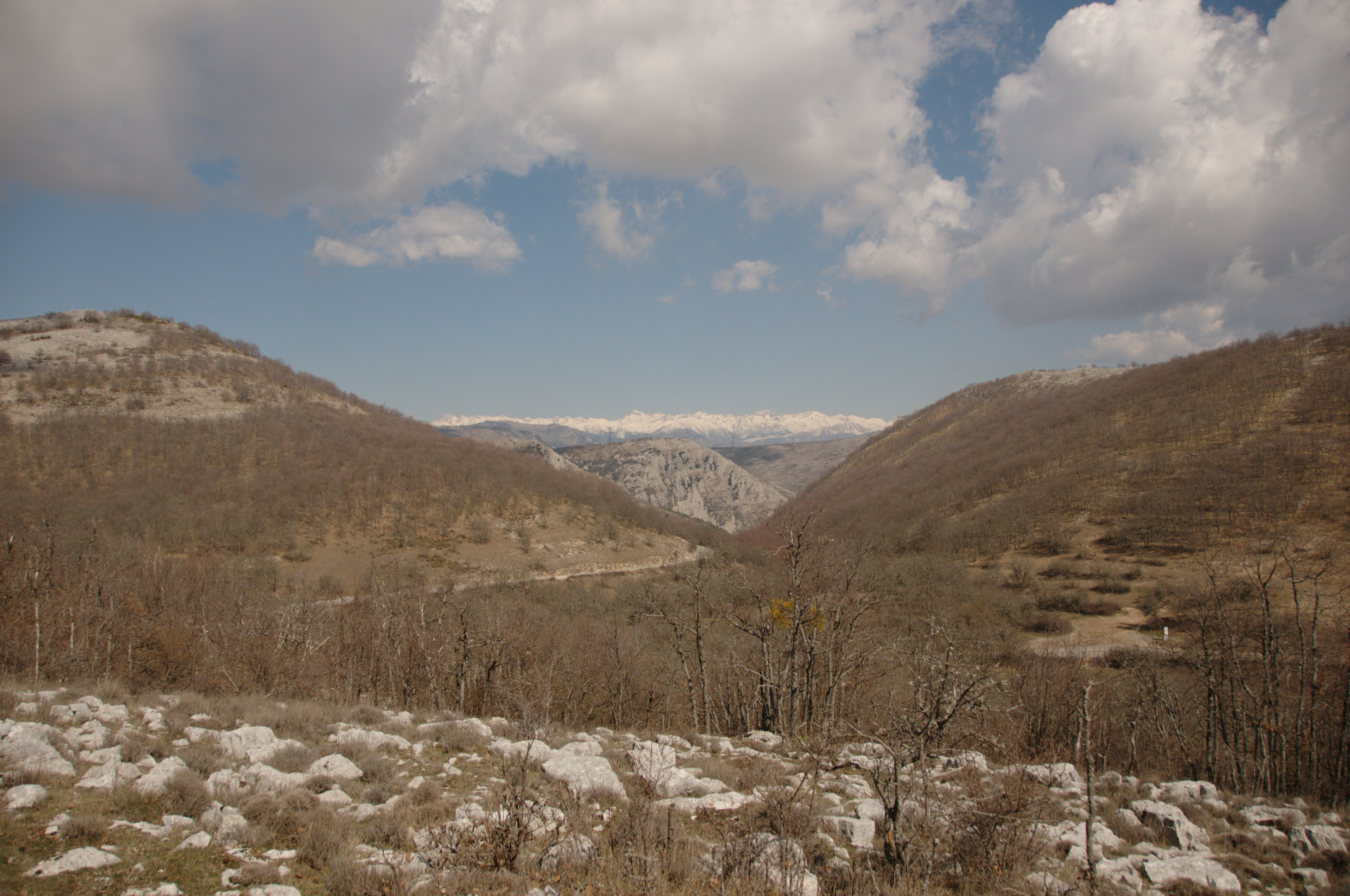
Col de Vence-Route direction Coursegoules.

### Localisation
Commune située au nord de Vence, membre du Parc naturel régional des Préalpes d'Azur qui s'étend sur 45 communes.

### Géologie et relief
Village du haut-pays vençois. Territoire appartenant aux chaînes subalpines de l’Arc de Castellane et dominant la bande côtière, s’étageant du col de Vence jusqu’au massif du Cheiron. Au sud, plateau de Saint-Barnabé.

### Sismicité
Commune située dans une zone de sismicité moyenne.

### Hydrographie et les eaux souterraines
Cours d'eau sur la commune ou à son aval :
- rivière la Ganière ,
- rivière la Cagne,
- vallons du vespluis, de la buissière, obscur,
- ruisseau le Bouyon[4], qui prend sa source à l'ouest de la commune et la traverse d'Est en Ouest. Coursegoules se situe à l'ouest du village de Bézaudun-les-Alpes.
- riviere la foussa

Coursegoules dispose d'une station d'épuration d'une capacité de 500 équivalent-habitants.

### Climat
Pour des articles plus généraux, voir Climat de Provence-Alpes-Côte d'Azur et Climat des Alpes-Maritimes.
En 2010, le climat de la commune est de type climat méditerranéen altéré, selon une étude du Centre national de la recherche scientifique s'appuyant sur une série de données couvrant la période 1971-2000. En 2020, Météo-France publie une typologie des climats de la France métropolitaine dans laquelle la commune est exposée à un climat méditerranéen et est dans la région climatique  Var, Alpes-Maritimes, caractérisée par une pluviométrie abondante en automne et en hiver (250 à 300 mm en automne), un très bon ensoleillement en été (fraction d’insolation > 75 %), un hiver doux (8 °C) et peu de brouillards. 
Pour la période 1971-2000, la température annuelle moyenne est de 10,7 °C, avec une amplitude thermique annuelle de 15 °C. Le cumul annuel moyen de précipitations est de 1 188 mm, avec 6,3 jours de précipitations en janvier et 4,1 jours en juillet. Pour la période 1991-2020, la température moyenne annuelle observée sur la station météorologique de Météo-France la plus proche, « Caussols », sur la commune de Caussols à 13 km à vol d'oiseau, est de 9,7 °C et le cumul annuel moyen de précipitations est de 1 271,5 mm. 
La température maximale relevée sur cette station est de 32,4 °C, atteinte le 28 juin 2019 ; la température minimale est de −11,7 °C, atteinte le 27 février 2018,,. 
Les paramètres climatiques de la commune ont été estimés pour le milieu du siècle (2041-2070) selon différents scénarios d'émission de gaz à effet de serre à partir des nouvelles projections climatiques de référence DRIAS-2020. Ils sont consultables sur un site dédié publié par Météo-France en novembre 2022.

### Voies de communications et transports

#### Voies routières
- Accès par la M 2[13] depuis Vence et D8 depuis Bezaudun-les-Alpes, Saint-Marc.

#### Transports en commun
Transport en Provence-Alpes-Côte d'Azur
- Envibus, Le réseau des transports publics de la Communauté d'Agglomération Sophia Antipolis, qui permet de voyager sur le territoire de la Communauté d’Agglomération de Sophia Antipolis en complément des lignes régulières[14].

### Intercommunalité
Commune membre de la Communauté d'agglomération de Sophia Antipolis.

## Urbanisme

### Typologie
Au 1er janvier 2024, Coursegoules est catégorisée commune rurale à habitat dispersé, selon la nouvelle grille communale de densité à 7 niveaux définie par l'Insee en 2022.
Elle est située hors unité urbaine. Par ailleurs la commune fait partie de l'aire d'attraction de Nice, dont elle est une commune de la couronne,. Cette aire, qui regroupe 100 communes, est catégorisée dans les aires de 200 000 à moins de 700 000 habitants,.

### Occupation des sols
L'occupation des sols de la commune, telle qu'elle ressort de la base de données européenne d’occupation biophysique des sols Corine Land Cover (CLC), est marquée par l'importance des forêts et milieux semi-naturels (94,8 % en 2018), une proportion sensiblement équivalente à celle de 1990 (95 %). La répartition détaillée en 2018 est la suivante : 
milieux à végétation arbustive et/ou herbacée (63,4 %), forêts (25,2 %), espaces ouverts, sans ou avec peu de végétation (6,3 %), zones agricoles hétérogènes (4,5 %), zones urbanisées (0,7 %).
L'évolution de l’occupation des sols de la commune et de ses infrastructures peut être observée sur les différentes représentations cartographiques du territoire : la carte de Cassini (XVIIIe siècle), la carte d'état-major (1820-1866) et les cartes ou photos aériennes de l'IGN pour la période actuelle (1950 à aujourd'hui).

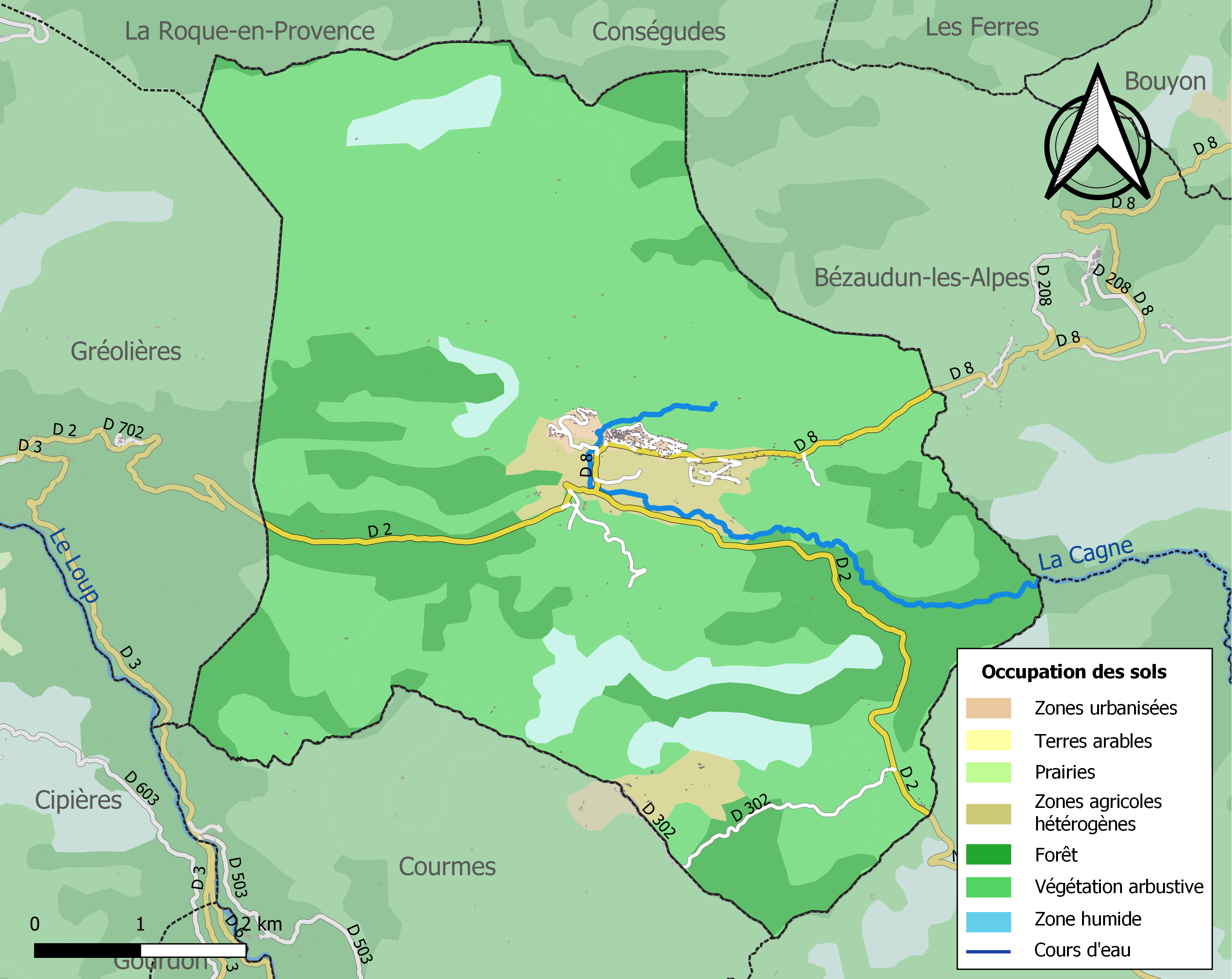
Carte de l'occupation des sols de la commune en 2018 (CLC).

## Économie

### Entreprises et commerces

#### Agriculture
- Espace pastoral : regroupement des exploitants agricoles en CUMA.

#### Tourisme
- Restaurants, crêperie, deux centres équestres (poneys, chevaux).
- Sentiers de randonnées.

## Histoire
Le nom puise ses origines dans la langue Celte, dont la signification retrace le choix du lieu d'implantation du Village "COR SEG" pour rocher pointu.
La découverte de quelques haches polies et de plusieurs fragments de poteries révèle une occupation humaine du territoire à l'âge du bronze final ou du premier fer.
En 1636, Coursegoules devint Ville Royale, tout comme Saint-Paul-de Vence.

## Politique et administration
| Période   | Période    | Identité          | Étiquette | Qualité            |
| --------- | ---------- | ----------------- | --------- | ------------------ |
| mars 1983 | avril 2018 | Alain Arziari     | DVD       | Retraité           |
| juin 2018 | mai 2020   | Corinne Dao       |           | Employée de mairie |
| mai 2020  | En cours   | Dominique Trabaud |           | Retraité           |

## Population et société

### Démographie

#### Évolution démographique
Ses habitants sont appelés les Coursegoulois.
L'évolution du nombre d'habitants est connue à travers les recensements de la population effectués dans la commune depuis 1793. Pour les communes de moins de 10 000 habitants, une enquête de recensement portant sur toute la population est réalisée tous les cinq ans, les populations de référence des années intermédiaires étant quant à elles estimées par interpolation ou extrapolation. Pour la commune, le premier recensement exhaustif entrant dans le cadre du nouveau dispositif a été réalisé en 2008.

En 2022, la commune comptait 545 habitants, en évolution de +3,22 % par rapport à 2016 (Alpes-Maritimes : +2,85 %, France hors Mayotte : +2,11 %).
| 1793 | 1800 | 1806 | 1821 | 1831 | 1836 | 1841 | 1846 | 1851 |
| ---- | ---- | ---- | ---- | ---- | ---- | ---- | ---- | ---- |
| 620  | 540  | 510  | 535  | 580  | 600  | 596  | 628  | 620  |

| 1856 | 1861 | 1866 | 1872 | 1876 | 1881 | 1886 | 1891 | 1896 |
| ---- | ---- | ---- | ---- | ---- | ---- | ---- | ---- | ---- |
| 593  | 541  | 505  | 478  | 474  | 437  | 440  | 406  | 409  |

| 1901 | 1906 | 1911 | 1921 | 1926 | 1931 | 1936 | 1946 | 1954 |
| ---- | ---- | ---- | ---- | ---- | ---- | ---- | ---- | ---- |
| 405  | 397  | 285  | 207  | 216  | 205  | 220  | 142  | 120  |

| 1962 | 1968 | 1975 | 1982 | 1990 | 1999 | 2006 | 2008 | 2013 |
| ---- | ---- | ---- | ---- | ---- | ---- | ---- | ---- | ---- |
| 132  | 134  | 155  | 201  | 260  | 322  | 425  | 455  | 510  |

| 2018 | 2022 | - | - | - | - | - | - | - |
| ---- | ---- | - | - | - | - | - | - | - |
| 535  | 545  | - | - | - | - | - | - | - |

### Enseignement
Établissements d'enseignements :
- Écoles maternelle et primaire,
- Collèges à Vence, Saint-Jeannet,
- Lycées à Vence, Cagnes-sur-Mer, Valbonne.

### Santé
Professionnels et établissements de santé :
- Infirmières
- Médecins à Bouyon, Saint-Jeannet,
- Pharmacies à Saint-Jeannet,
- Hôpitaux à Cagnes-sur-Mer et Nice.

### Cultes
- Culte catholique, Paroisse Saint-Véran Saint-Lambert[31]Diocèse de Nice.

## Culture locale et patrimoine

### Sites et monuments
- Patrimoine religieux :

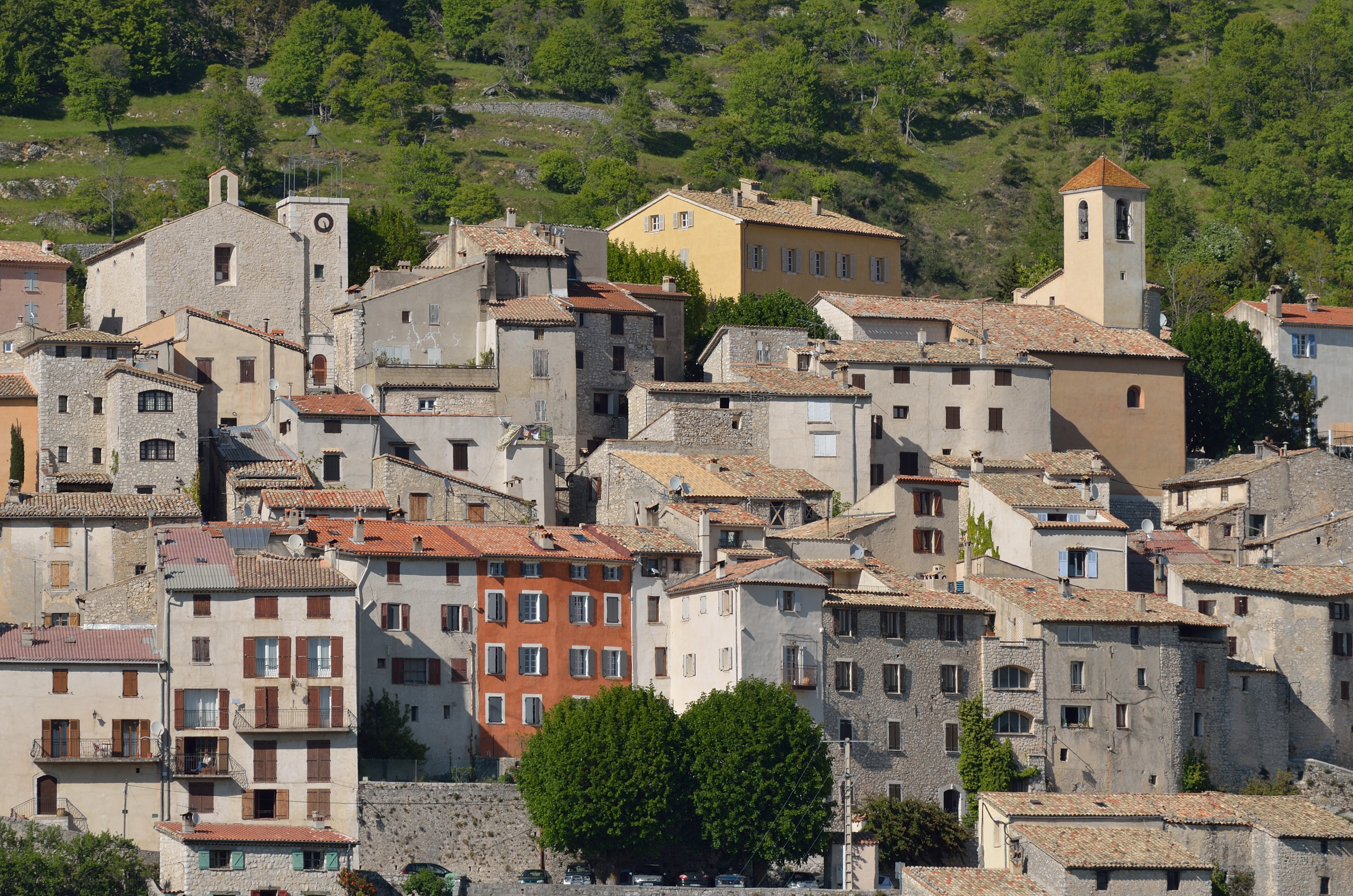
Le centre historique du village.

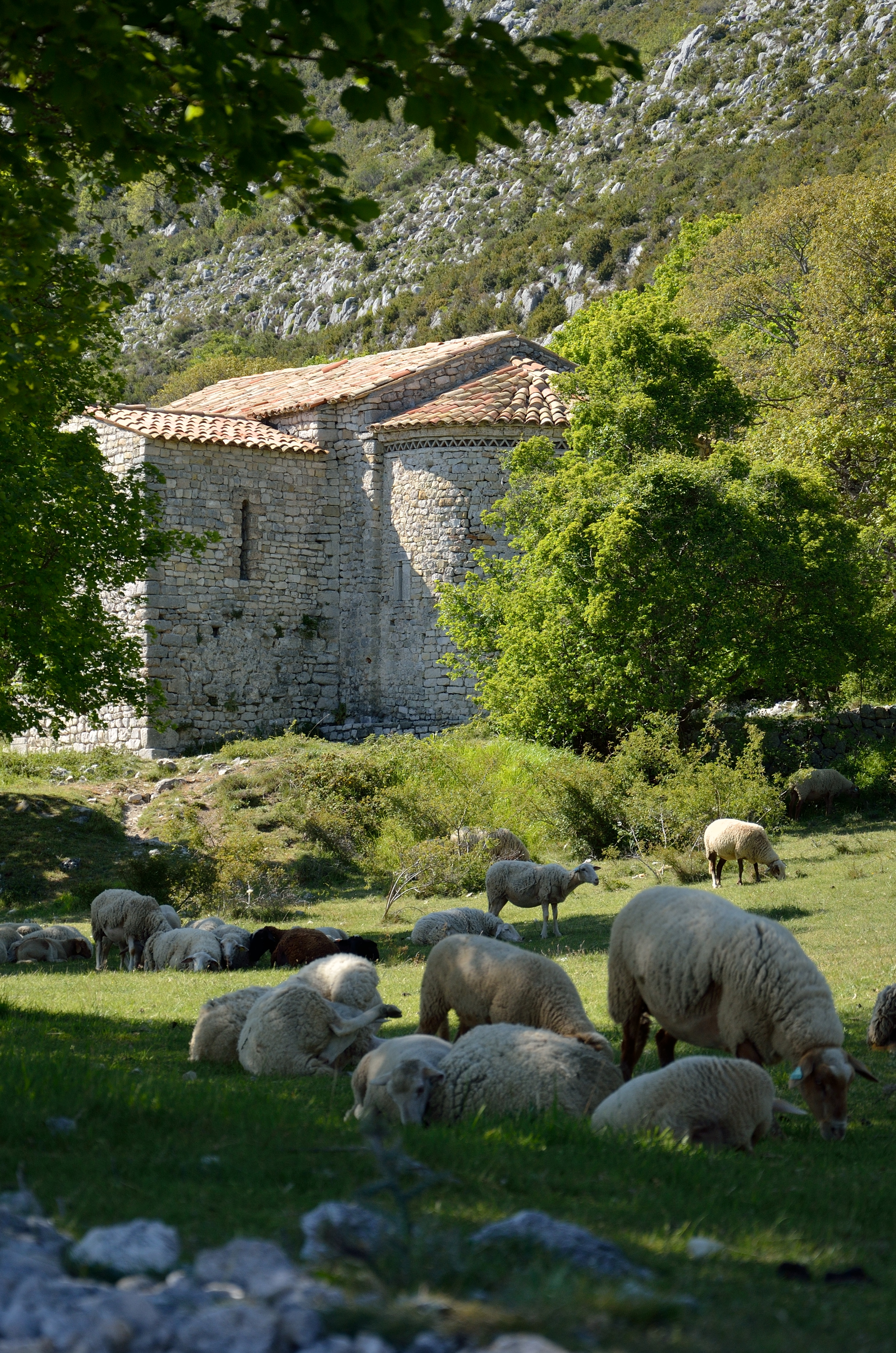
La chapelle Saint-Michel.

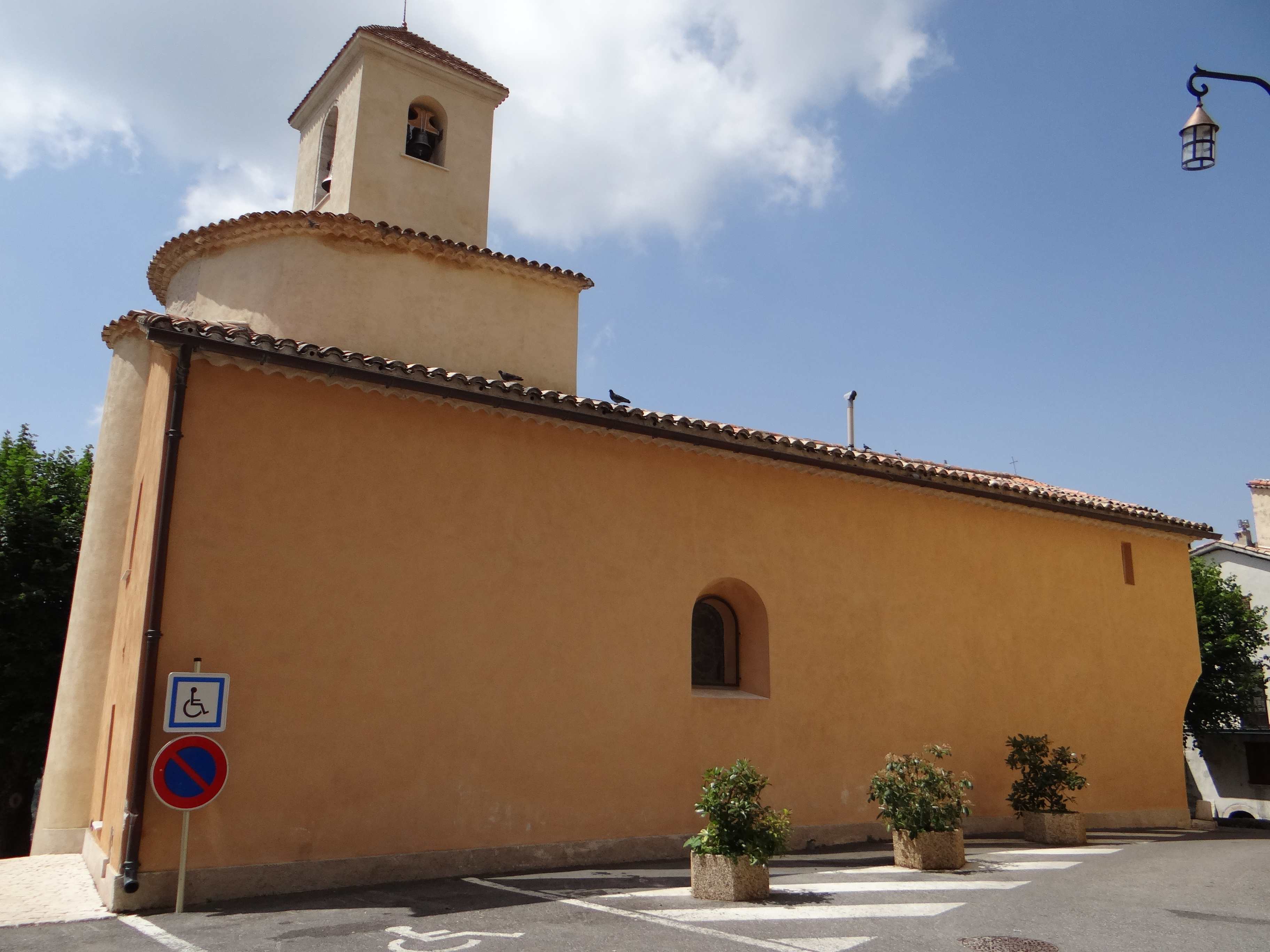
Église Sainte-Marie-Madeleine.

  - Église Sainte-Marie-Madeleine[32],[33] et ses deux nouvelles cloches[34],
  - Chapelle Saint-Michel[35],[36],
  - Chapelle Saint-Antoine[37],
  - Chapelle Sainte-Anne[38],
  - Chapelle Saint-Jean-Baptiste[39],
  - Chapelle Saint-Barnabé[40],
  - Château fort, puis Chapelle de Pénitents Notre-Dame-de-Pitié, actuellement salle polyvalente[41],
  - Croix de chemin de 1833[42],
  - Oratoire Saint-Marc[43],
  - Monument aux morts. Conflits commémorés : guerres 1914-1918 et 1939-1945[44].
- Fortification d'agglomération[45].
- Saint Barnabé, hameau de Coursegoules.
- Le jardin du vallon du Brec, labelisé parmi les jardins remarquables des Alpes-Maritimes par le ministère de la Culture[46],[47].
- Maison de Notaire[48].
- Patrimoine rural :
  - Ferme dite bastide des Alziary[49],
  - Bergeries[50],[51],[52],[53],
  - Fontaine de 1880[54], Lavoir[55],
  - Moulin à blé[56], moulins[57],
  - Maison, Four à pain[58], une boulangerie
  - Ferme[59].

### Héraldique
| Blason de Coursegoules | Blason  | D'azur au cor contourné (d'or virolé et lié d'argent) enfermant trois fleurs de lis mal ordonnées entre le lacs et le cor, le tout d'or, à la champagne du même chargée de deux rameaux d'olivier de sinople passés en sautoir. |
| Blason de Coursegoules | Détails | Le statut officiel du blason reste à déterminer. |

## Personnalités liées à la commune
- Numa Andoire, (1908-1994), footballeur et entraîneur français y est né.
- La chanteuse Camille, dans son album Ilo Veyou (2012), dédie sa chanson Le berger au berger de Coursegoules.
- Les pédagogues Élise et Célestin Freinet ouvrirent dans les années 1950-1960 un musée d'Art enfantin dont le bas-relief en façade (5 × 3 mètres) De la bête à l'homme réalisé par les enfants de l'école Freinet (Vence), existe toujours. La cuisson du bas-relief fut réalisée par M. Pérot, céramiste à Vallauris, et la mise en place fut réalisée par le maçon M. Laurent.